# Mẹ ghẻ (phim truyền hình)
Mẹ ghẻ là một bộ phim truyền hình được thực hiện bởi DT Film do Trương Dũng làm đạo diễn. Phim phát sóng vào lúc 20h00 từ thứ 2 đến thứ 7 hàng tuần bắt đầu từ ngày 8 tháng 5 năm 2020 và kết thúc vào ngày 15 tháng 7 năm 2020 trên kênh THVL1.
Tại thời điểm phát sóng, bộ phim đã đạt thứ hạng cao nhất là đứng đầu bảng xếp hạng lượng người xem trên toàn quốc suốt nhiều tuần liên tiếp.

## Nội dung
Mẹ ghẻ xoay quanh cuộc đời của Diệu, một người phụ nữ phải chịu nhiều thiệt thòi. Khi còn trẻ, Diệu yêu Phong nhưng bị mẹ Phong ngăn cấm. Sau khi yên bề gia thất với một người khác, bất ngờ chồng của Diệu mắc nợ bị giang hồ truy sát và không rõ tung tích, Diệu đưa con trai mười tuổi về quê tìm kế sinh nhai. Vợ Phong ôm tiền vàng theo nhân tình bỏ lại ba đứa con thơ Kiệt, Thư, Phương. Hoàn cảnh đẩy đưa khiến họ gặp lại nhau thì Phong lại mất trong một tai nạn. Diệu vì lời hứa mà đã trở thành mẹ kế của ba người con của Phong. Điều này vô tình khiến con trai của Diệu ngộ nhận cô thiên vị không yêu thương và bảo bọc mình mà chỉ quan tâm chăm sóc con người khác...

## Diễn viên
- Văn Phượng trong vai Diệu lúc trẻ[4]
- Tuyết Thu trong vai Bà Diệu[5]
- Lương Thế Thành trong vai An/Quân
- Thúy Diễm trong vai Vĩnh Phương
- Thanh Thức trong vai Vĩnh Kiệt
- Kiều Khanh trong vai Tú
- Thanh Trúc trong vai Vĩnh Thư
- Hà Trí Quang trong vai Vĩnh Phong
- Lyna Trang trong vai Vĩnh Nga
- Mai Thanh Hà trong vai Tuyết lúc trẻ[6]
- Trịnh Kim Chi trong vai Bà Tuyết
- Thanh Hiền trong vai Thu
- Minh Hạnh trong vai Bà Sang
- Huỳnh Anh Tuấn trong vai Ông Quý
- Phúc An trong vai Quyên
- Đoàn Thanh Phượng trong vai Vy
- Mai Huỳnh trong vai Ông Thuận Phát
- Huy Cường trong vai Ông Thuận Hải
- Huỳnh Quý trong vai Phúc lúc trẻ
- Hồ Giang Bảo Sơn trong vai Ông Quý lúc trẻ
- Lê Nam trong trong vai Ông Phúc
- Bùi Công Danh trong vai Ông Vũ
- Ngân Quỳnh trong vai Bà Xuyến
- Quách Hữu Lộc trong vai Hưng Sẹo

Cùng một số diễn viên khác...

## Nhạc phim
- Phận hồng nhan

Nhạc: Anh Khoa
Lời: Trương Dũng
Thể hiện: Thanh Nguyên
- Còn mãi lời ru

Nhạc: Anh Khoa
Lời: Trương Dũng
Thể hiện: Thanh Nguyên

## Giải thưởng
| Năm  | Giải thưởng   | Hạng mục                 | (Người) đề cử | Kết quả   | Tham khảo   |
| ---- | ------------- | ------------------------ | ------------- | --------- | ----------- |
| 2020 | Giải Mai Vàng | Nữ diễn viên truyền hình | Văn Phượng    | Đoạt giải | [ 7 ] [ 8 ] |